# Composizioni di Francesco Cilea
Lista delle composizioni di Francesco Cilea ordinate per genere.

## Opere teatrali
- Gina (1889)
- La Tilda (1892)
- L'Arlesiana (1897)
- Adriana Lecouvreur (1902)
- Gloria (1907)

## Musica per orchestra
- Suite in quattro tempi (1887)
  - Idillio
  - Alla Gavotta
  - Intermezzo
  - Marcia
- Suite in tre tempi (1932)
- Ode Sinfonica per voce coro e orchestra (1934)

## Musica per pianoforte
- Album di 10 pezzi pianistici per la gioventù
  - Gocce di rugiada
  - L'arcolaio
  - Melodia in fa maggiore
  - Romanza in la maggiore
  - Mazurca in si bemolle maggiore
  - Aria campestre
  - Valzer in re bemolle maggiore
  - Serenata
  - Canto del mattino
  - Danza in la maggiore
- Tre piccoli pezzi (1888)
  - N. 1 Melodia
  - N. 2 Serenata
  - N. 3 Danza
- La petite coquette: air de danse op. 9 (1890)
- C'est toi que j'aime: impromptu à la mazurka op. 10 (1890)
- Tre pezzi op. 29 (1895)
  - N. 1 Romanza
  - N. 2 Scherzino
  - N. 3 Barzelletta
- Berceuse op. 20 (1895)
- Tre pezzi per pianoforte a quattro mani (1895)
  - Chansonnette op. 31
  - Refrain de l'enfance
  - Amour joyeux op. 37
- Foglio d'album op. 41 (1904)
- Trois petits morceaux op. 28 (1904)
  - N. 1 Loin dans la mer
  - N. 2 Feuille d'album
  - N. 3 Pensée espagnole
- Suite in stile antico op. 42 (1915)
  - I. Allegro
  - II. Sarabanda
  - II. Capriccio
- Invocazione (1916)
- Serenata a dispetto (1916)
- Tre pezzi op. 43 (1923)
  - N. 1 Verrà?
  - N. 2 Acque correnti
  - N. 3 Valle fiorita
- Due pezzi (1930)
  - N. 1 Risonanze nostalgiche
  - N. 2 Festa silana
- Idillio e Alla gavotta, trascrizione dalla Suite in quattro tempi per orchestra

## Musica da camera
- Trio in re maggiore per violino, violoncello e pianoforte (1886)
- Sonata in re maggiore op. 38 per violoncello e pianoforte (1888)
- Tema con variazioni per violino e pianoforte (1932)
- Suite in mi maggiore per violino e pianoforte (1948)
- Tema e variazioni per violoncello e pianoforte (1949)

## Canto e pianoforte
- Romanza, versi di Giuseppe Florio (1883)
- Litania I, versi da Litanie lauretane (1887)
- Litania II, versi da Litanie lauretane (1887)
- Bionda larva, versi di Enrico Golisciani (1888)
- Serenata (L'aere imbruna), versi di Giuseppe Pessina
- Il mio canto, versi di Angelo Bignotti
- Serenata (Mormorante di tenero desio), versi di P. Joe
- Non ti voglio amar?..., versi di Giuseppe Pessina (1890)
- Alba novella, versi di Leopoldo Marenco (1897)
- Lontananza!, versi di Romeo Carugati (I versione 1904; II versione 1944)
- Mazurka, versi di Aleardo Villa (1904)
- Nel ridestarmi, versi di Felice Soffrè (1921)
- Vita breve (Una lettera), versi di Annie Vivanti (1921-1923)
- Maria-Mare, versi di Carmelo Pujia (1933)
- Ninnananna popolare savoiarda, trascrizione dei versi di Giorgio Nataletti (1934)
- Salute, o genti umane affaticate!, versi di Giosuè Carducci (I versione 1934; II versione 1943)
- Dolce amor di Povertade, versi di anonimo, (1943)
- Statuit ei Dominus, versi da Libro del Siracide - Bibbia (1943)
- Tre vocalizzi da concerto (1928)
  - I. Gaiezza
  - II. Dolore
  - III. Festosità
- Tre vocalizzi (1930)
  - I. Voce Grave
  - II. Voce Media
  - III. Voce Acuta